# Deflowered
Deflowered è il secondo album dei Pansy Division.

## Tracce
1. Reciprocate – 2:52
2. Groovy Underwear – 3:38
3. Anonymous – 2:55
4. Fluffy City – 3:22
5. James Bondage – 2:51
6. Negative Queen – 3:21
7. Denny – 2:38
8. Rachbottomoff – 4:02
9. Beercan Boy – 2:13
10. Kissed – 2:29
11. A Song of Remembrance for Old Boyfriends – 3:26
12. Deep Water – 2:08
13. Not Enough of You to Go Around – 2:23
14. New Pleasures – 3:31
15. Homosapien – 2:18

## Formazione
- Jon Ginoli - voce, chitarra
- Chris Freeman - voce, basso
- Lliam Hart - batteria